# Andrij Medwedjew
Andrij Olehowytsch Medwedjew (ukrainisch Андрі́й Оле́гович Медве́дєв, englisch Andrei Olegovich Medvedev; * 31. August 1974 in Kiew) ist ein ehemaliger ukrainischer Tennisspieler.
Er stieg in seiner elfjährigen Karriere bis auf Platz 4 der Weltrangliste. Er gewann im Einzel elf Titel, während auf Grand-Slam-Ebene das Finale bei den French Open 1999 sein bestes Resultat ist.

## Karriere
Medwedjew zählte schon bei den Junioren zu den besten Spielern; in seinem letzten Juniorenjahr 1991 gewann er die French Open. Kurz darauf wechselte er auf die ATP Tour und hatte dort auf Anhieb Erfolg. Als 17-Jähriger gewann er 1992 die Turniere in Genua und den Mercedes Cup in Stuttgart. Mit seinem soliden Grundlinienspiel zählte er insbesondere auf Sand zu den weltbesten Spielern.
Nach Turniersiegen in Monaco und Hamburg erreichte Medwedjew im Mai 1994 mit Position 4 seine beste Platzierung in der Einzelweltrangliste.
Seinen letzten Turniersieg errang Medwedjew 1997 in Hamburg. Danach konnte er kaum noch Erfolge verbuchen. 1999 gewann er, nur noch auf Rang 100 in der Weltrangliste stehend, unter anderem gegen Pete Sampras und Gustavo Kuerten und erreichte das Finale der French Open. Dort unterlag er trotz einer 2:0-Satzführung Andre Agassi. Es war Medwedjews letzte Finalteilnahme auf der Tour. 2001 beendete er seine Karriere.
Insgesamt gewann er in seiner Karriere elf Titel, davon drei bei den German Open am Hamburger Rothenbaum (1994, 1995, 1997).

## Privates
Medwedjew war mit der deutschen Tennisspielerin Anke Huber liiert. Seine ältere Schwester Natalija Medwedjewa war ebenfalls Tennisprofi.
Er schloss sich 2022 nach dem russischen Überfall auf die Ukraine der Reservearmee der Ukraine an.

## Erfolge
| Legende                           |
| Grand Slam                        |
| Tennis Masters Cup                |
| ATP Masters Series (4)            |
| ATP International Series Gold (3) |
| ATP International Series (4)      |

| ATP-Titel nach Belag |
| Hartplatz (2)        |
| Sand (9)             |
| Rasen (0)            |
| Teppich (0)          |

### Einzel

#### Turniersiege
| Nr. | Datum              | Turnier     | Belag     | Finalgegner            | Ergebnis                 |
| --- | ------------------ | ----------- | --------- | ---------------------- | ------------------------ |
| 1.  | 21. Juni 1992      | Genua       | Sand      | Guillermo Pérez Roldán | 6:3, 6:4                 |
| 2.  | 19. Juli 1992      | Stuttgart   | Sand      | Wayne Ferreira         | 6:1, 6:4, 6:75, 2:6, 6:1 |
| 3.  | 20. September 1992 | Bordeaux    | Sand      | Sergi Bruguera         | 6:3, 1:6, 6:2            |
| 4.  | 4. April 1993      | Estoril     | Sand      | Karel Nováček          | 6:4, 6:2                 |
| 5.  | 11. April 1993     | Barcelona   | Sand      | Sergi Bruguera         | 6:77, 6:3, 7:5, 6:4      |
| 6.  | 22. August 1993    | New Haven   | Hartplatz | Petr Korda             | 7:5, 6:4                 |
| 7.  | 24. April 1994     | Monte Carlo | Sand      | Sergi Bruguera         | 7:5, 6:1, 6:3            |
| 8.  | 8. Mai 1994        | Hamburg (1) | Sand      | Jewgeni Kafelnikow     | 6:4, 6:4, 3:6, 6:3       |
| 9.  | 14. Mai 1995       | Hamburg (2) | Sand      | Goran Ivanišević       | 6:3, 6:2, 6:1            |
| 10. | 25. August 1996    | Long Island | Hartplatz | Martin Damm            | 7:5, 6:3                 |
| 11. | 11. Mai 1997       | Hamburg (3) | Sand      | Félix Mantilla         | 6:0, 6:4, 6:2            |

#### Finalteilnahmen
| Nr. | Datum            | Turnier     | Belag       | Finalgegner       | Ergebnis                |
| --- | ---------------- | ----------- | ----------- | ----------------- | ----------------------- |
| 1.  | 20. Juni 1993    | Halle       | Rasen       | Henri Leconte     | 2:6, 3:6                |
| 2.  | 7. November 1993 | Paris       | Teppich (i) | Goran Ivanišević  | 4:6, 2:6, 6:72          |
| 3.  | 3. April 1994    | Estoril     | Sand        | Carlos Costa      | 4:6, 7:5, 6:4           |
| 4.  | 7. August 1994   | Prag        | Sand        | Sergi Bruguera    | 3:6, 4:6                |
| 5.  | 14. Juli 1996    | Båstad      | Sand        | Magnus Gustafsson | 1:6, 3:6                |
| 6.  | 12. Juli 1998    | Båstad      | Sand        | Magnus Gustafsson | 2:6, 3:6                |
| 7.  | 6. Juni 1999     | French Open | Sand        | Andre Agassi      | 6:1, 6:2, 4:6, 3:6, 4:6 |

### Doppel

#### Finalteilnahmen
| Nr. | Datum             | Turnier | Belag       | Partner     | Finalgegner                   | Ergebnis |
| --- | ----------------- | ------- | ----------- | ----------- | ----------------------------- | -------- |
| 1.  | 14. November 1999 | Moskau  | Teppich (i) | Marat Safin | Justin Gimelstob Daniel Vacek | 2:6, 1:6 |